# Strandmikromossa
Strandmikromossa (Cephaloziella dentata) är en levermossart som först beskrevs av Giuseppe Raddi, och fick sitt nu gällande namn av Miguli. Strandmikromossa ingår i släktet mikromossor, och familjen Cephaloziellaceae. Enligt den svenska rödlistan är arten otillräckligt studerad i Sverige. Arten förekommer i Svealand. Arten har tidigare förekommit i Götaland men är numera lokalt utdöd. Artens livsmiljö är våtmarker.